# Caio Escribônio Curião (pretor em 183 a.C.)
Caio Escribônio Curião (em latim: Gaius Scribonius Curio) foi o responsável pela construção do Templo de Fauno em Roma durante seu mandato como edil plebeu em 196 a.C.. Treze anos mais tarde foi eleito pretor e, em 174 a.C., assumiu o posto de curião máximo (em latim: curio maximus), o segundo plebeu a alcançar o posto, motivo pelo qual recebeu o cognome "Curião" (em latim: Curio).